# Zuiderbegraafplaats (Assen)

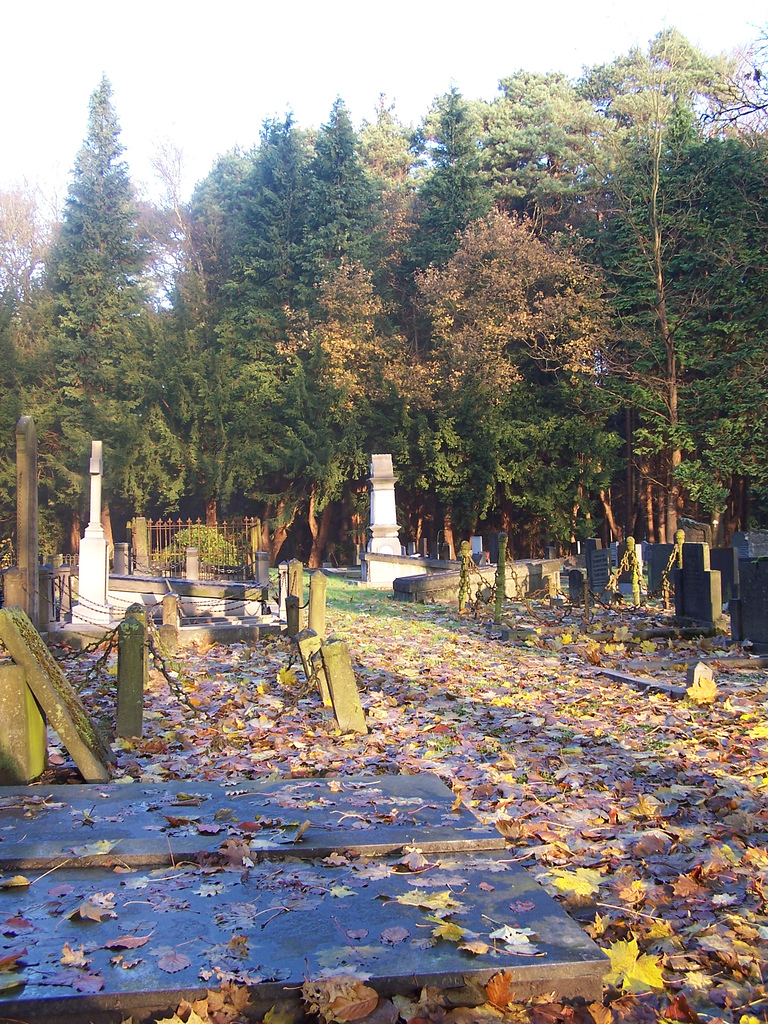
Zuiderbegraafplaats

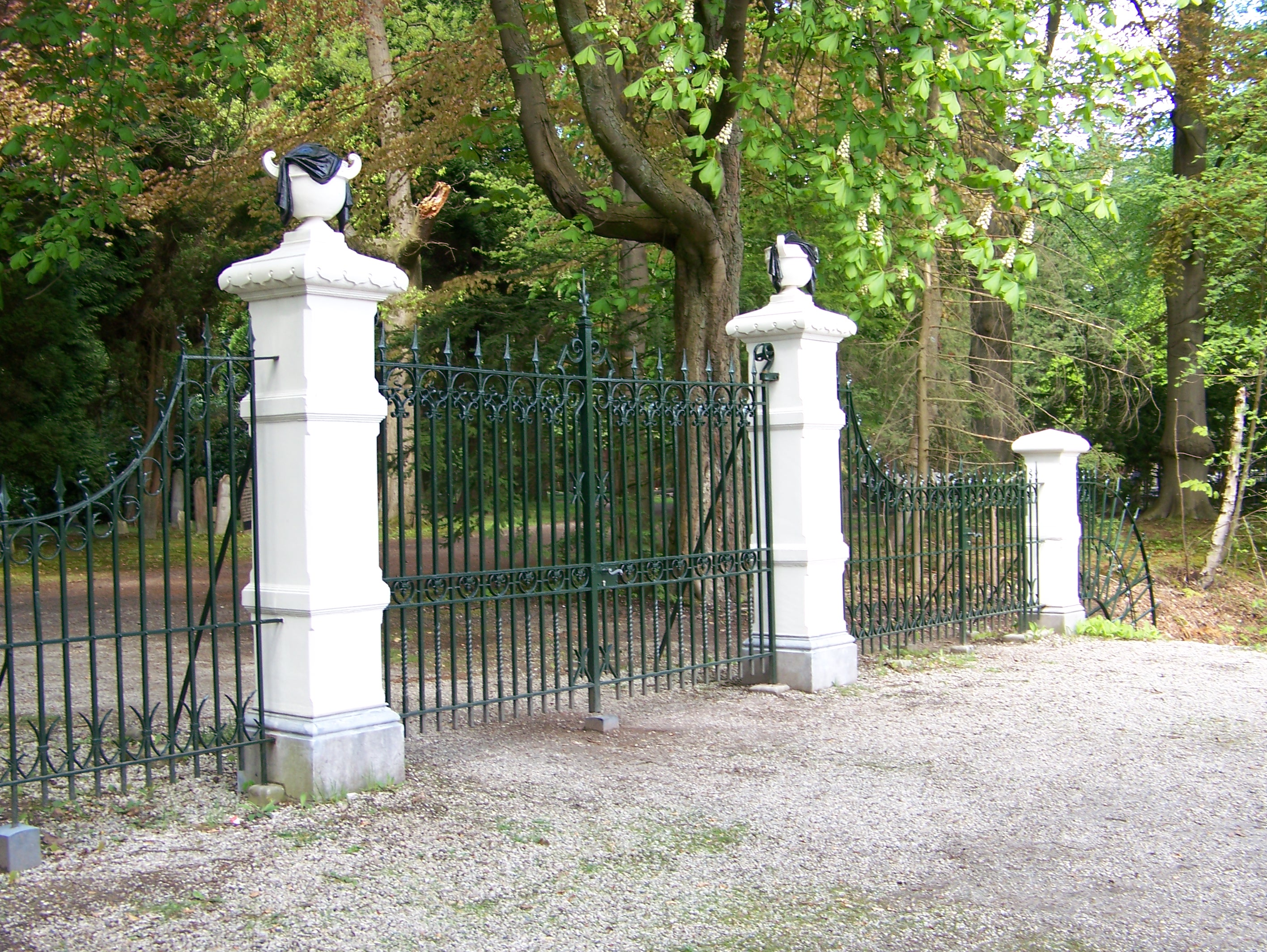
Het toegangshek

De Zuiderbegraafplaats (1892) is een algemene begraafplaats in de Nederlandse stad Assen.
De in 1822 aangelegde Noorderbegraafplaats raakte al snel vol. Het gemeentebestuur ging daarom op zoek naar een plek voor een nieuwe begraafplaats. Naar verluidt vond men grond aankopen te duur, men besloot daarom een deel van het Asserbos langs de Beilerstraat te kappen.
De begraafplaats werd in tussen 1887 en 1892 aangelegd in de Engelse landschapsstijl naar een ontwerp van tuinarchitect Jan Vroom sr. Op de begraafplaats aan de Beilerstraat staat een baarhuisje uit 1891. De begraafplaats werd in 1925 en 1941 uitgebreid. Op de begraafplaats kan tegenwoordig alleen nog worden bijgezet.

## Hier begraven
- Taeke Boonstra (1850-1932), stadsbouwmeester
- Louis Krans (1875-1932), kunstschilder
- Jan Smallenbroek (1852-1932), architect
- Louis Somer (1901-1966), componist

In het noordwestelijke gedeelte bevinden zich graven van zeven Britse vliegeniers die tijdens de Tweede Wereldoorlog op 20 oktober 1943 met hun Lancaster even buiten Assen zijn neergestort. Op de begraafplaats staat ook een monument, met in een halve cirkel daarachter de graven van tien mensen die omkwamen in het verzet.

## Waardering
De begraafplaats is een gemeentelijk monument en provinciaal monument, het smeedijzeren toegangshek is een rijksmonument.